# The MTrain Tour
El MTrain Tour es la segunda gira de la exitosa cantautora estadounidense Meghan Trainor con el fin de promocionar su primer álbum de estudio Title (2015). Esta gira solo pasó por Norteamérica. La ya nombrada gira fue anunciada en marzo de 2015 revelando unas cuantas fechas el mismo diía del anuncio. La empresa Live Nation fue la empresa patrocinadora de esta gira. La gira incluye en su mayoría canciones de Title. Las reseñas de la gira fueron, el general, positivas, con los críticos elogiando la habilidad de Trainor de cantar en directo.
La gira pensaba terminar el 6 de septiembre de 2015 en Allentown pero Trainor tuvo que cancelar casi un mes de gira debido a una cirugía de sus cuerdas vocales urgente. Esta fue cancelada el 11 de agosto de 2015.

## Anuncio de la gira
El 16 de marzo de 2015, la cantante anunció su segunda gira con el fin de promocionar Title (2015). Las fechas de la gira fueron anunciadas el mismo día. Las entradas se pusieron a la venta de manera oficial el 20 de marzo de 2015 con Live Nation Entertainment como promotores y HP como patrocinador. Además de contener canciones de su nuevo disco, también incluía un cover de "I'm Yours" del cantante Jason Mraz y otro del artista dance Lunchmoney Lewis.
La gira es considerada como una segunda parte de su gira anterior That Bass Tour.

## Lista de canciones
1. "Dear Future Husband"
2. "Mr. Almost"
3. "Credit"
4. "My Selfish Heart"
5. "Close Your Eyes"
6. "Like I'm Gonna Lose You"
7. "No Good For You"
8. "3am" / "I'm Yours" (Jason Mraz cover)
9. "Marvin Gaye"
10. "Bang Dem Sticks"
11. "Bills" (Dance) (LunchMoney Lewis song)
12. "Walkashame"
13. "What If I"
14. "Title"
15. "Lips Are Movin"
16. "Good to Be Alive"

Encore:
1. "Better When I'm Dancin'"
2. "All About That Bass"

## Fechas
| Fecha                   | Ciudad                   | País           | Recinto                          | Telonero(s)                                       | Público                                           | Recaudación                                       |
| Norteamérica            | Norteamérica             | Norteamérica   | Norteamérica                     | Norteamérica                                      | Norteamérica                                      | Norteamérica                                      |
| ----------------------- | ------------------------ | -------------- | -------------------------------- | ------------------------------------------------- | ------------------------------------------------- | ------------------------------------------------- |
| 7 de julio de 2015      | Lansing                  | Estados Unidos | Common Ground Music Festival     | Cancelado por cirugía de cuerdas vocales urgente  | Cancelado por cirugía de cuerdas vocales urgente  | Cancelado por cirugía de cuerdas vocales urgente  |
| 14 de julio de 2015     | Saint Louis              | Estados Unidos | The Pageant                      | Chalie Puth Life of Dillon                        | -                                                 | -                                                 |
| 16 de julio de 2015     | San Antonio              | Estados Unidos | Tobin Center for Performing Arts | Chalie Puth Life of Dillon                        | 2.169 / 2,169                                     | $75,900                                           |
| 18 de julio de 2015     | Denver                   | Estados Unidos | The Fillmore                     | Chalie Puth Life of Dillon                        | -                                                 | -                                                 |
| 21 de julio de 2015     | San Francisco            | Estados Unidos | The Masonic                      | Chalie Puth Life of Dillon                        | -                                                 | -                                                 |
| 22 de julio de 2015     | Paso Robles              | Estados Unidos | California Mid State Fair        | Chalie Puth Life of Dillon                        | -                                                 | -                                                 |
| 24 de julio de 2015     | Hollywood                | Estados Unidos | Palladium                        | Chalie Puth Life of Dillon                        | -                                                 | -                                                 |
| 27 de julio de 2015     | Harrington               | Estados Unidos | Delaware State Fair              | Chalie Puth Life of Dillon                        | -                                                 | -                                                 |
| 29 de julio de 2015     | Troy                     | Estados Unidos | Troy Fair                        | Chalie Puth Life of Dillon                        | -                                                 | -                                                 |
| 31 de julio de 2015     | Nueva York               | Estados Unidos | JBL Live at Pier 97              | Chalie Puth Life of Dillon                        | -                                                 | -                                                 |
| 2 de agosto de 2015     | Columbus                 | Estados Unidos | Ohio State Fair                  | Chalie Puth Life of Dillon                        | 10,000 / 10,000                                   | -                                                 |
| 5 de agosto de 2015     | Philadelphia             | Estados Unidos | Festival Pier                    | Chalie Puth Life of Dillon                        | -                                                 | -                                                 |
| 6 de agosto de 2015     | Boston                   | Estados Unidos | Blue Hills Bank Pavillon         | Chalie Puth Life of Dillon                        | -                                                 | -                                                 |
| 8 de agosto de 2015     | Saint-Jean-sur-Richeliey | Canadá         | Saint-Jean Airport               | Life Of DIllon                                    | -                                                 | -                                                 |
| 11 de agosto de 2015    | Indiannapolis            | Estados Unidos | Indiana State Fair               | Cancelado por cirugía de cuerdas vocales urgrente | Cancelado por cirugía de cuerdas vocales urgrente | Cancelado por cirugía de cuerdas vocales urgrente |
| 13 de agosto de 2015    | Hamburg                  | Estados Unidos | Erie Country Fair                | Cancelado por cirugía de cuerdas vocales urgrente | Cancelado por cirugía de cuerdas vocales urgrente | Cancelado por cirugía de cuerdas vocales urgrente |
| 15 de agosto de 2015    | Nashville                | Estados Unidos | Ryman Auditorium                 | Cancelado por cirugía de cuerdas vocales urgrente | Cancelado por cirugía de cuerdas vocales urgrente | Cancelado por cirugía de cuerdas vocales urgrente |
| 16 de agosto de 2015    | Atlanta                  | Estados Unidos | The Tabernacle                   | Cancelado por cirugía de cuerdas vocales urgrente | Cancelado por cirugía de cuerdas vocales urgrente | Cancelado por cirugía de cuerdas vocales urgrente |
| 18 de agosto de 2015    | Raleigh                  | Estados Unidos | Ritz                             | Cancelado por cirugía de cuerdas vocales urgrente | Cancelado por cirugía de cuerdas vocales urgrente | Cancelado por cirugía de cuerdas vocales urgrente |
| 20 de agosto de 2015    | Louisville               | Estados Unidos | Freedom Hall                     | Cancelado por cirugía de cuerdas vocales urgrente | Cancelado por cirugía de cuerdas vocales urgrente | Cancelado por cirugía de cuerdas vocales urgrente |
| 22 de agosto de 2015    | Des Moines               | Estados Unidos | Iowa State Fair                  | Cancelado por cirugía de cuerdas vocales urgrente | Cancelado por cirugía de cuerdas vocales urgrente | Cancelado por cirugía de cuerdas vocales urgrente |
| 1 de septiembre de 2015 | Saint Paul               | Estados Unidos | Minnesota State Fair             | Cancelado por cirugía de cuerdas vocales urgrente | Cancelado por cirugía de cuerdas vocales urgrente | Cancelado por cirugía de cuerdas vocales urgrente |
| 3 de septiembre de 2015 | Syracuse                 | Estados Unidos | New York State Fair              | Cancelado por cirugía de cuerdas vocales urgrente | Cancelado por cirugía de cuerdas vocales urgrente | Cancelado por cirugía de cuerdas vocales urgrente |
| 4 de septiembre de 2015 | Essex Junction           | Estados Unidos | Champlain Valley Exposition      | Cancelado por cirugía de cuerdas vocales urgrente | Cancelado por cirugía de cuerdas vocales urgrente | Cancelado por cirugía de cuerdas vocales urgrente |
| 6 de septiembre de 2015 | Allentown                | Estados Unidos | Allentown Fair                   | Cancelado por cirugía de cuerdas vocales urgrente | Cancelado por cirugía de cuerdas vocales urgrente | Cancelado por cirugía de cuerdas vocales urgrente |

- Datos: Q25404250